# Чаунчукотлаг
Чаунчукотла́г (Чаун-чукотский исправительно-трудовой лагерь) — лагерное подразделение, действовавшее в структуре Дальстрой.

## История
Чаунчукотлаг создан в 1949 году. Управление Чаунчукотлага размещалось в посёлке Певек, Магаданская область (ныне Чукотский автономный округ). В оперативном командовании он подчинялся первоначально Главному управлению исправительно-трудовых лагерей Дальстрой, а позднее — Управлению северо-восточных исправительно-трудовых лагерей Министерства юстиции СССР (УСВИЛ МЮ) (позднее УСВИЛ передан в систему Министерства внутренних дел).
Единовременное количество заключённых могло достигать более 11 000 человек.
Чаунчукотлаг прекратил своё существование в 1957 году.

## Производство
Основным видом производственной деятельности заключённых была добыча и переработка природных ископаемых, промышленное и гидротехническое строительство.

## Начальники
- нач.— Бокарев ?.?. (упом. 01.11.1950)
- полк. Туманов А.Д., не позднее 03.03.1951 — не ранее 24.01.1953
- п/п Чебаненко ?.?. (упом. 01.08.1953)
- горный директор Лапин ?.?., не позднее 01.12.1953 — не ранее 22.09.1954
- з/н — п/п Варшавчик ?.?. (упом. 01.05.1952, 28.05.1954, 22.09.1954 — как б. з/н)